# 小泉総理 ラジオで語る
『小泉総理 ラジオで語る』（こいずみそうり ラジオでかたる）は、ニッポン放送の制作で2003年1月18日から2006年7月22日まで全国のラジオ局で放送していた、政府広報番組である。

## 番組概要
2002年当時の内閣官邸では、パブリック・コミュニケーション活動の一環として、内閣総理大臣秘書官であった飯島勲の発案でアメリカ合衆国大統領が毎週土曜に通例でラジオ放送を通して、演説することが重要視されている事に着眼し、内閣総理大臣であった小泉が国民に語り掛ける形式のラジオ番組を制作する事を提案し、小泉も承諾した。
2003年1月18日から毎月第3土曜に放送を開始した。番組構成はリスナーである国民に対して、内閣が上程する政策や考え等をインタビュー形式で引き出す構成である。
2006年7月22日をもって放送を終了した。小泉は任期満了にともない内閣総理大臣の職を辞し、表立った情報発信は殆どしなくなった。2008年9月、次期衆議院選挙に出ないことを表明し、2009年7月の衆議院解散にともない衆議院議員を失職した。政治活動の一線から退き、隠居生活を送っている。
2020年4月時点でも、内閣府のWebサイトに過去アップロードされた音声データとテキストデータは公開されていた。また、後の政権の内閣官邸では、2009年9月に誕生した鳩山由紀夫内閣によって誕生した、会議体の行政刷新会議による事業仕分けの方針により、政府広報のテレビ・ラジオによる電波メディアの全ての番組を2009年度で終了することを決定した。以降、放送媒体を用いた内閣広報番組は2012年12月に誕生した第2次安倍内閣まで編成されなかった。
その後、インターネットの動画共有サービスやSNSを中心に発信を行っているため、政府広報番組自体も減少した。小泉以降の現職総理大臣の番組は、同局ではニッポン放送が加盟してるメディアグループの上位企業である産経新聞とのダブルネームで制作し、元日特番として編成している、安倍晋三ないしは菅義偉と著名人の対談番組のみとなっている。

## 出演者

### パーソナリティ
- 小泉純一郎（当時：内閣総理大臣、自民党衆議院議員）

### インタビュアー
- 増山さやか（ニッポン放送アナウンサー）

#### ネット局
毎年8月は夏期休暇扱いとなり未編成
記述のない局は単独番組として放送されている。
| 放送地域      | 放送局名                      | 放送時間      | 備考 |
| ------------- | ----------------------------- | ------------- | --- |
| 関東広域圏    | ニッポン放送（LF） 【制作局】 | 17:30 - 17:40 | 当該番組編成にともない、レギュラー番組であった 『ニッポン放送ショウアップナイター』 及び、各年度のナイターオフ番組であった 『ショウアップナイターストライク!』 『板東英二のバンバンストライク』 『福澤朗ラジオ☆スター』 の放送開始時間が10分後ろ倒し |
| 北海道        | STVラジオ                     | 17:40 - 17:50 | |
| 青森県        | 青森放送（RAB）               | 17:00 - 17:10 | |
| 岩手県        | IBC岩手放送（IBC）            | 18:00 - 18:10 | |
| 宮城県        | 東北放送（TBC）               | 17:35 - 17:45 | |
| 秋田県        | 秋田放送（ABS）               | 17:35 - 17:45 | |
| 山形県        | 山形放送（YBC）               | 17:50 - 18:00 | |
| 福島県        | ラジオ福島（RFC）             | 17:15 - 17:25 | 『ラジオいっぷく堂夕焼けウォッチング』 の内包扱い |
| 茨城県        | 茨城放送（IBS）               | 17:50 - 18:00 | |
| 栃木県        | 栃木放送（CRT）               | 17:30 - 17:40 | 『思い出のあの時この唄』 の内包扱い |
| 新潟県        | 新潟放送（BSN）               | 17:30 - 17:40 | |
| 長野県        | 信越放送（SBC）               | 17:35 - 17:45 | |
| 山梨県        | 山梨放送（YBS）               | 17:00 - 17:10 | |
| 富山県        | 北日本放送（KNB）             | 17:50 - 18:00 | |
| 石川県        | 北陸放送（MRO）               | 17:50 - 18:00 | |
| 福井県        | 福井放送（FBC）               | 17:15 - 17:25 | |
| 静岡県        | 静岡放送（SBS）               | 17:50 - 18:00 | |
| 中京広域圏    | 東海ラジオ（SF）              | 17:35 - 17:45 | |
| 岐阜県        | 岐阜放送（GBS）               | 17:10 - 17:20 | |
| 京都府 滋賀県 | KBS京都（KBS） KBS滋賀        | 17:30 - 17:40 | |
| 近畿広域圏    | ラジオ大阪（OBC）             | 16:50 - 17:00 | |
| 兵庫県        | ラジオ関西（CRK）             | 16:50 - 17:00 | |
| 和歌山県      | 和歌山放送（WBS）             | 17:35 - 17:45 | |
| 島根県 鳥取県 | 山陰放送（BSS）               | 17:35 - 17:45 | |
| 岡山県        | 山陽放送（RSK ）              | 17:00 - 17:10 | |
| 広島県        | 中国放送（RCC）               | 17:00 - 17:10 | |
| 山口県        | 山口放送（KRY）               | 18:00 - 18:10 | |
| 香川県        | 西日本放送（RNC）             | 17:00 - 17:10 | |
| 徳島県        | 四国放送（JRT）               | 17:35 - 17:45 | |
| 高知県        | 高知放送（RKC）               | 17:50 - 18:00 | |
| 愛媛県        | 南海放送（RNB）               | 17:50 - 18:00 | |
| 福岡県        | 九州朝日放送（KBC）           | 17:20 - 17:30 | 『ナカジー・けいすけのゲバゲバサタデー』 の内包扱い |
| 長崎県 佐賀県 | 長崎放送（NBC） NBCラジオ佐賀 | 18:00 - 18:10 | |
| 熊本県        | 熊本放送（RKK）               | 17:35 - 17:45 | |
| 大分県        | 大分放送（OBS）               | 17:50 - 18:00 | |
| 宮崎県        | 宮崎放送（MRT）               | 18:50 - 19:00 | |
| 鹿児島県      | 南日本放送（MBC）             | 17:45 - 17:55 | |
| 沖縄県        | ラジオ沖縄（ROK）             | 18:00 - 18:10 | |